# Cherrington
Cherrington är en by i civil parish Tibberton and Cherrington, i distriktet Telford and Wrekin, i grevskapet Shropshire, i England. Byn är belägen 8 km från Newport. Cherrington var en civil parish 1866–1988 när blev den en del av Tibberton & Cherrington. Civil parish hade 122 invånare år 1961. Byn nämndes i Domedagsboken (Domesday Book) år 1086, och kallades då Cerlintone.